# ريان نابليون
ريان نابليون (بالإنجليزية: Ryan Napoleon) هو سباح أسترالي، ولد في 26 مايو 1990 في سيدني في أستراليا.

## روابط خارجية
- ريان نابليون على موقع الاتحاد الدولي للسباحة (الإنجليزية)
- ريان نابليون على موقع SwimRankings.net (الإنجليزية)
- ريان نابليون على موقع اللجنة الأولمبية الدولية (الإنجليزية)
- ريان نابليون على موقع أوليمبيديا (الإنجليزية)
- ريان نابليون على موقع اللجنة الأولمبية الأسترالية (الإنجليزية)
- ريان نابليون على موقع اتحاد ألعاب الكومنولث (مؤرشف) (الإنجليزية)